# 陈才
陈才（1931年—2020年9月27日），男，汉族，黑龙江庆安人，中国经济地理学家，曾任东北师范大学教授、博士生导师。